# Valchiavenna

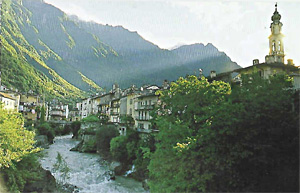
Vista de Chiavenna, límite norte del valle.

Valchiavenna es, junto a Valtellina, uno de los dos valles principales que forman la provincia de Sondrio. 
Su punto más meridional es el cruce de Fuentes, que queda un poco por encima de Colico, donde confluyen Valchiavenna y Valtellina, mientras que al norte acaba la Chiavenna. De aquí se ramifican otros dos valles que son su continuación natural: valle Spluga y val Bregaglia. El primero termina con el paso homónimo, mientras que el segundo con el passo del Maloja, en territorio suizo.
Valchiavenna es un valle estrecho, encerrado entre los alpes Lepontinos y los Réticos, de origen glaciar. Está atravesada por los torrentes Mera y Liro, que se unen cerca de Chiavenna.

## Municipios del valle
- Chiavenna
- Gordona
- Menarola
- Mese
- Novate Mezzola
- Prata Camportaccio
- Samolaco
- Verceia

Los siguientes municipios ofrman parte del valle Spluga
- Campodolcino
- Madesimo
- San Giacomo Filippo

Los siguientes municipios forman parte del valle Bregaglia italiano
- Piuro
- Villa di Chiavenna

Todos estos municipios forman parte de la Comunità Montana della Valchiavenna.
- Datos: Q2478068
- Multimedia: Valchiavenna / Q2478068